# Бжостово (Підляське воєводство)
Бжостово (пол. Brzostowo) — село в Польщі, у гміні Єдвабне Ломжинського повіту Підляського воєводства.
Населення — 104 особи (2011).
У 1975-1998 роках село належало до Ломжинського воєводства.

## Демографія
Демографічна структура станом на 31 березня 2011 року:
|          | Загалом | Допрацездатний вік | Працездатний вік | Постпрацездатний вік |
| -------- | ------- | ------------------ | ---------------- | -------------------- |
| Чоловіки | 50      | 10                 | 34               | 6                    |
| Жінки    | 54      | 10                 | 28               | 16                   |
| Разом    | 104     | 20                 | 62               | 22                   |